# Eugen-Hartmann-Preis
Der Eugen-Hartmann-Preis wird alle zwei Jahre von der Gesellschaft Mess- und Automatisierungstechnik (GMA), einer gemeinsamen Fachgesellschaft vom Verband der Elektrotechnik, Elektronik und Informationstechnik (VDE) und vom Verein Deutscher Ingenieure (VDI) für die beste Arbeit eines jungen Wissenschaftlers auf dem Gebiet der Mess- und Automatisierungstechnik und zur Förderung des Nachwuchses auf dem Fachgebiet der Automatisierungstechnik verliehen.

## Name und Bedingungen
Der Preis ist benannt nach Eugen Hartmann, dem Gründer der Firma Hartmann & Braun. Der Preis ist mit 2000 Euro dotiert. Die Bewerber sollten in der Regel nicht älter als 35 Jahre sein. Ein Preisrichterkollegium bestimmt anhand der eingereichten Unterlagen den Gewinner des Preises, der dann im Rahmen eines Kongresses überreicht wird.

## Preisträger
- 1976: Dieter Franke
- 1977: Hans Bachmair
- 1978: Horst Golücke und Wolfgang Kreuzer
- 1979: Rolf Swik und Claus Becker
- 1980: Michael Birkle und Christof Meier
- 1981: Gerhard Jost und Raimund Sommer
- 1982: Klaus Diekmann
- 1983: Markos Papageorgiou
- 1986: Ruprecht Gabriel
- 1989: Ulrich Konigorski und Martin Molitor
- 1992: Wolfgang M. Dittrich (Robert Bosch GmbH) und  Michael Heiss (Technische Universität Wien) für ihre Erfindung und Veröffentlichungen zum Pulsanzahlmodulator als ultra-low-cost Digital/Analog-Konverter.
- 1995 erhielt Konrad Wöllhaf den Preis für das Programm zur Simulation von Mehrproduktanlagen der Verfahrenstechnik.
- 1998 erhielt den Preis Ansgar Trächtler (34), Ditzingen-Hirschlanden, für seine Arbeiten zur magnetisch-induktiven Zähigkeitsmessung.
- 2003: Christof Bosbach und Michael Hafner
- 2005 wurde der Preis an Veit Hagenmeyer verliehen (BASF Ludwigshafen) für seine Arbeiten auf dem Gebiet des flachheitsbasierten Entwurfes von Vorsteuerungen.
- 2007 ging der Preis an Mauricio de Campos Porath (Carl Zeiss Industrielle Messtechnik GmbH, Oberkochen) für seine Untersuchungen zum Genauigkeitsnachweis von Koordinatenmessgeräten für mikromechanische Bauteile.
- 2009 wurde der Preis an Thomas Meurer (Technische Universität Wien) für seine in den IEEE Transactions on Automatic Control erschienene Arbeit „Trajectory planning for boundary controlled parabolic PDEs with varying parameters on higher-dimensional spatial domains“ verliehen.
- 2011 Axel Schild
- 2013 Volker Schulz (TU Dresden) für seine Arbeit Compensation method in sensor technology: a system-based description, die im Journal of Sensors and Sensor Systems veröffentlicht wurde.[2]
- 2015 Arne Wahrburg[3]
- 2017 Philipp Beckerle für seine Arbeit Practical relevance of faults, diagnosis methods, and tolerant measures in elastically actuated robots, die in Control Engineering Practice veröffentlicht wurde.[4]